# Ratpenat bru de Nova Guinea
El ratpenat bru de Nova Guinea (Philetor brachypterus) és una espècie de ratpenat de la família dels vespertiliònids que es troba a Brunei, Indonèsia, Malàisia, el Nepal, Papua Nova Guinea i les Filipines.